# Перикратон
Перикратон (рос. перикратон, англ. perycraton, нім. Perikraton m) — зона тривалого опускання платформи на її границі з одновіковою геосинклінальною областю.

## Загальний опис
Різні автори надають поняттю Перикратон дещо різного смислового значення. Так, за Косигіним (1961), — це група западин вздовж околиці архейських кратонів, які заповнені слабко метаморфізованими пізньокембрійськими утвореннями, що утворюють складки, порушені розривами (рифейські прогини Уралу та Єнісейського кряжу). За Хаїном (1964), — це широкі (до 1000 км) смуги заглибленого фундаменту.
Синоніми — перикратонне опускання, прогин перикратонний.

## Інтернет-ресурси
- ОДНА З НАЙДРЕВНІШИХ ДІЛЯНОК ЗЕМНОЇ КОРИ